# 풍생중학교 축구부
풍생중학교 축구부는 경기도 성남시에 위치한 풍생중학교의 축구부이다. 풍생중학교가 운영하는 축구부로 1982년에 창단  하였다.

## 역사
1982년 중고등학교 축구부 연계지도를 목적으로 창단한 축구부이며, 초기에는 재정적인 문제로 난항을 겪었으나 잘 극복하여 중학교 명문 축구부로 자리 잡았다. 2009년에는 성남 FC와의 연고지명으로 많은 지원을 받기도 하였다.

## 같이 보기
- 풍생중학교
- 성남 FC